# Trachymyrmex
Trachymyrmex är ett släkte av myror. Trachymyrmex ingår i familjen myror.

## Bildgalleri

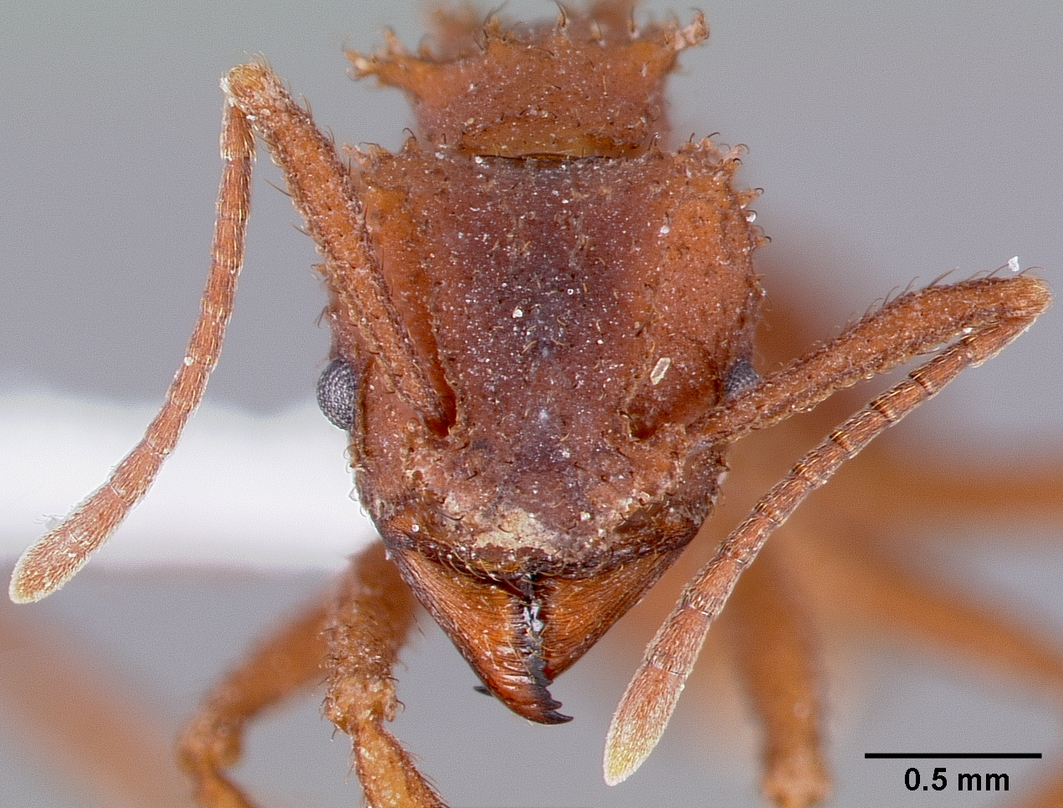

## Dottertaxa tillTrachymyrmex, i alfabetisk ordning[1]
- Trachymyrmex agudensis
- Trachymyrmex arizonensis
- Trachymyrmex bugnioni
- Trachymyrmex carib
- Trachymyrmex cornetzi
- Trachymyrmex desertorum
- Trachymyrmex dichrous
- Trachymyrmex diversus
- Trachymyrmex echinus
- Trachymyrmex farinosus
- Trachymyrmex fiebrigi
- Trachymyrmex gaigei
- Trachymyrmex guianensis
- Trachymyrmex holmgreni
- Trachymyrmex iheringi
- Trachymyrmex intermedius
- Trachymyrmex irmgardae
- Trachymyrmex isthmicus
- Trachymyrmex jamaicensis
- Trachymyrmex kempfi
- Trachymyrmex levis
- Trachymyrmex mandibularis
- Trachymyrmex nogalensis
- Trachymyrmex oetkeri
- Trachymyrmex opulentus
- Trachymyrmex papulatus
- Trachymyrmex phaleratus
- Trachymyrmex primaevus
- Trachymyrmex pruinosus
- Trachymyrmex relictus
- Trachymyrmex ruthae
- Trachymyrmex saussurei
- Trachymyrmex septentrionalis
- Trachymyrmex sharpii
- Trachymyrmex smithi
- Trachymyrmex squamulifer
- Trachymyrmex tucumanus
- Trachymyrmex turrifex
- Trachymyrmex urichii
- Trachymyrmex verrucosus
- Trachymyrmex wheeleri
- Trachymyrmex zeteki